# انتخاب مباشر

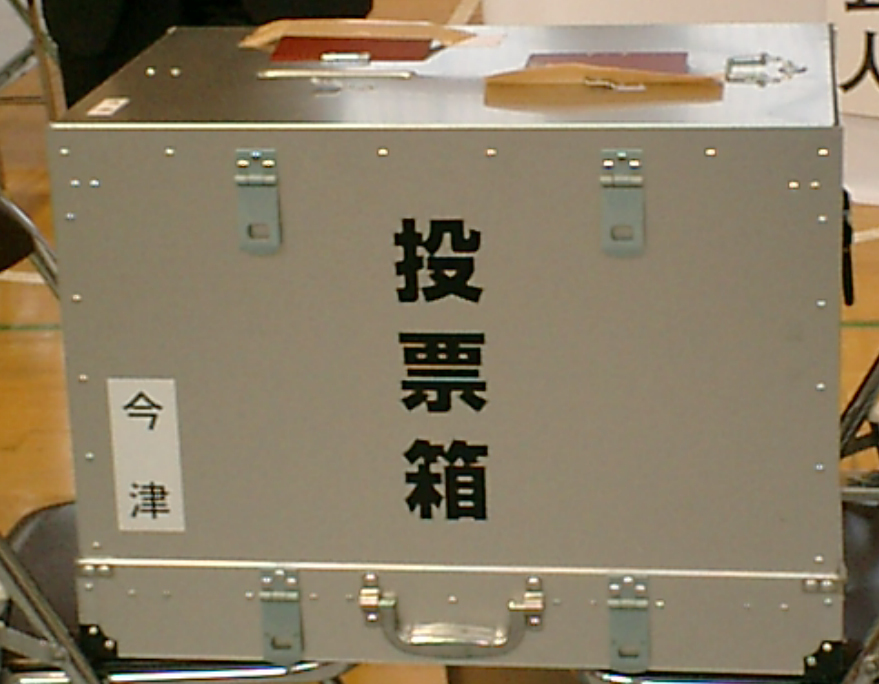

الانتخاب المباشر هو مصطلح يصف نظام اختيار شاغلي المناصب السياسية حيث يصوت الناخبون مباشرة لاختيار الشخص أو الأشخاص أو الحزب السياسي الذي يرغبون في توليه المنصب السياسي. الطريقة التي يتم من خلالها اختيار الفائز أو الفائزين في الانتخاب المباشر تتوقف على النظام الانتخابي المستخدم. من أكثر الأنظمة المستخدمة شيوعًا؛ نظام الأغلبية ونظام الجولتين لانتخابات الفائز الواحد، مثل الانتخابات الرئاسية والقائمة الحزبية النسبية لانتخابات السلطة التشريعية.
من أمثلة المجالس المنتخبة انتخابًا مباشرًا البرلمان الأوروبي (منذ 1979) ومجلس الشيوخ الأمريكي (منذ 1917).
في المقابل، فإن الانتخاب غير المباشر، يدلي فيه الناخبون بأصواتهم لاختيار جمعية تقوم بدورها باختيار من سيشغل المنصب عن طريق الاستجواب. ويحدث هذا عندما يتخذ المجمع الانتخابي القرارات النهائية في الانتخابات مثل الانتخابات الرئاسية.

## وصلات خارجية
- ACE Electoral Knowledge Network هو موقع خبير يوفر موسوعة في النظم الانتخابية والإدارية، ويضم بيانات كل دولة على حدة ومكتبة للمواد الانتخابية وآخر أخبار الانتخابات، ويعد فرصة لطرح الأسئلة على شبكة من خبراء الانتخابات، ومنتدى لمناقشة كل ما سبق